# Matomo
Matomo，原名Piwik（发音为/ˈpiːwiːk/），是一个自由、开源的網站分析应用程序，由一个国际开发团队开发，运行在PHP/MySQL网络服务器上。它跟踪一个或多个網站的在线访问量，并显示这些访问量的报告以供分析。截至2018年6月，Matomo已被超过145.5万个网站使用，占所有已知流量分析工具网站的1.3%，并被翻译成54种语言。新版本定期发布。

## 历史

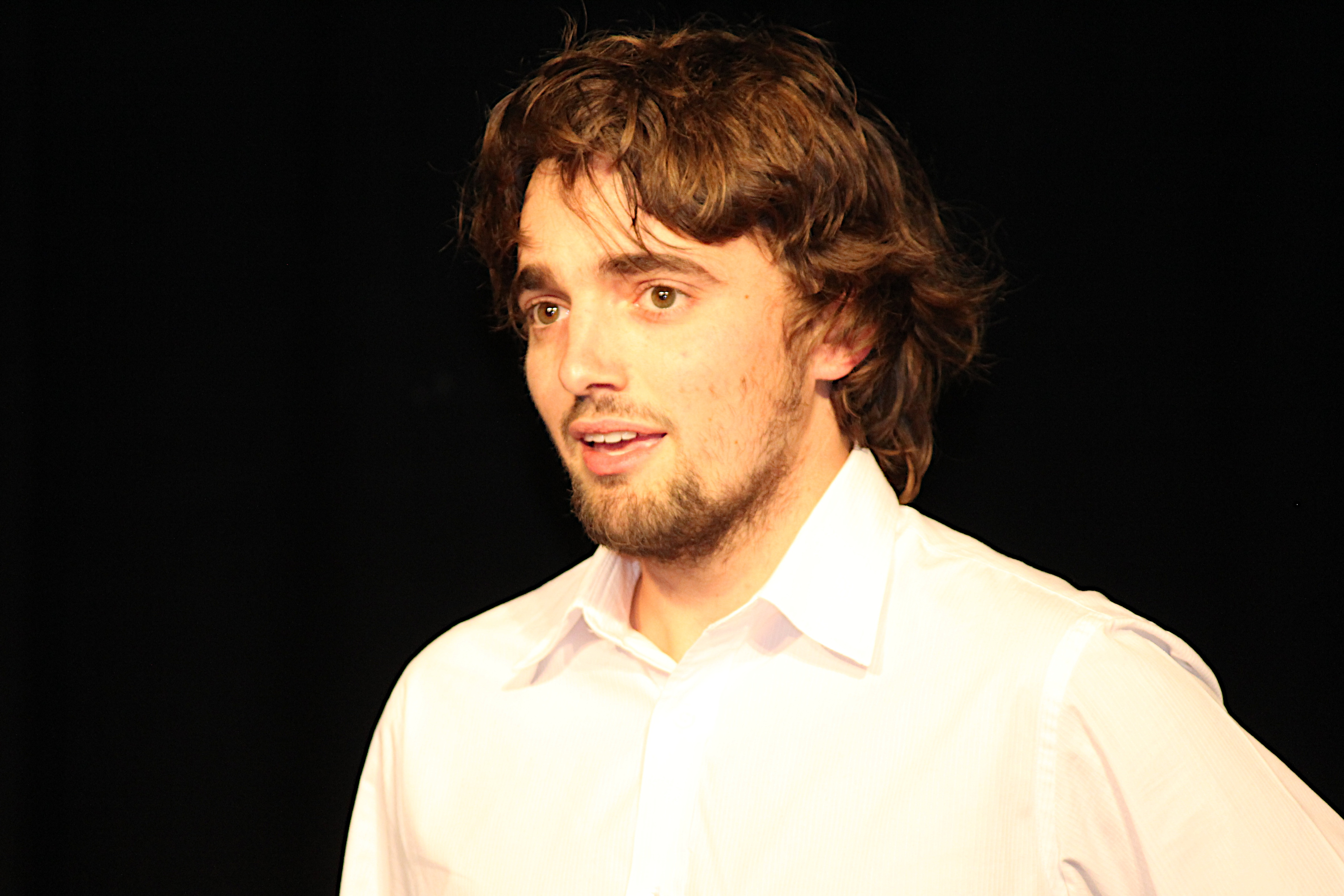
Matthieu Aubry在2012年新西兰开源奖上为Piwik领奖

Piwik在2007年底发布，作为phpMyVisites的替代品，它具有完整的API支持，更简洁的用户界面，现代图形，更好的架构和更好的性能。
2008年11月21日，SourceForge宣布Piwik作为一个托管应用程序提供给开发者。
Piwik被选为SourceForge 2009年7月的月度最佳项目。
2009年8月，Piwik在《信息世界》（InfoWorld）的2009年Bossie奖中被评为最佳开源企业之一。
2012年12月，Piwik开始为要求的新功能进行众筹。
2013年9月，Matthieu Aubry和Clearcode的CEO Maciej Zawadziński成立了Piwik PRO。它为开放源代码的Piwik提供支持和功能。2016年6月，Clearcode收购了Matthieu Aubry，成为Piwik PRO的唯一所有者。
2018年1月，Piwik正式改名为Matomo。
2019年底，Matomo发布了一个名为Matomo Analytics的WordPress插件，允许WordPress用户在其WordPress安装中直接托管开源分析平台。